# Disco óptico

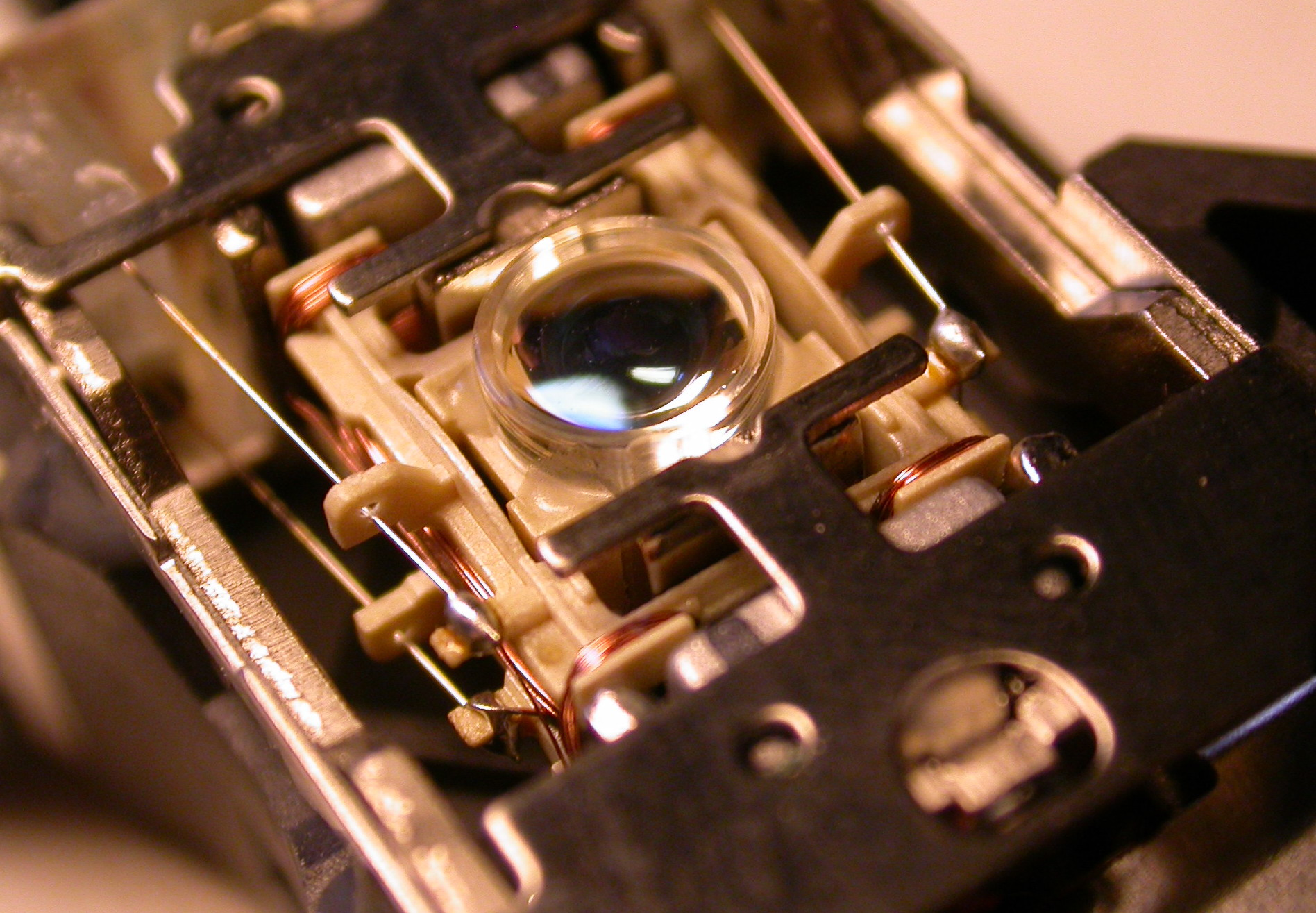
Lente de un lector de compact disc.

Un disco óptico es un medio de almacenamiento de datos de tipo óptico, que consiste en un disco circular en el cual la información se codifica, guarda y almacena haciendo unos surcos microscópicos con un láser sobre una de las caras planas que lo componen.
Como todas las formas de los medios de almacenamiento actuales, los discos ópticos se basan en la tecnología digital. Cualquier tipo o morfología de la información (texto, imagen, audio, vídeo, etc.) puede ser codificada en formato digital y almacenada en este tipo de soportes.
Una unidad de disco óptico usa rayos láser para leer y escribir la información en la superficie del disco. Aunque no son tan rápidos como los discos duros y la memoria flash, los discos ópticos son más económicos y la mayoría no puede ser reescritos, lo que otorga una mayor seguridad en su distribución. Su primera aplicación comercial masiva fue el CD de música, que data de comienzos de la década de 1980. Los discos ópticos varían su capacidad de almacenamiento, aunque hay de muchos tipos, los más habituales son: CD de 700 MB, DVD de 4,7 GB y Blu-ray de 25 GB en una sola capa. Tanto los discos ópticos como las unidades de discos ópticos, pueden ser de solo lectura o de lectura y escritura.
El disco óptico admite datos tanto de tipo analógico como digital. Los estándares de almacenamiento ópticos son regulados por la Optical Storage Technology Association.

## Generalidades

Comparación de varios medios de almacenamiento óptico

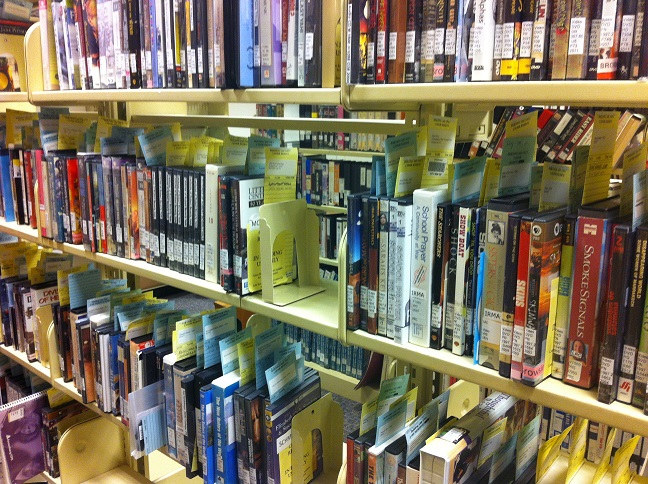
Estuches de películas y series en DVD disponibles en una biblioteca.

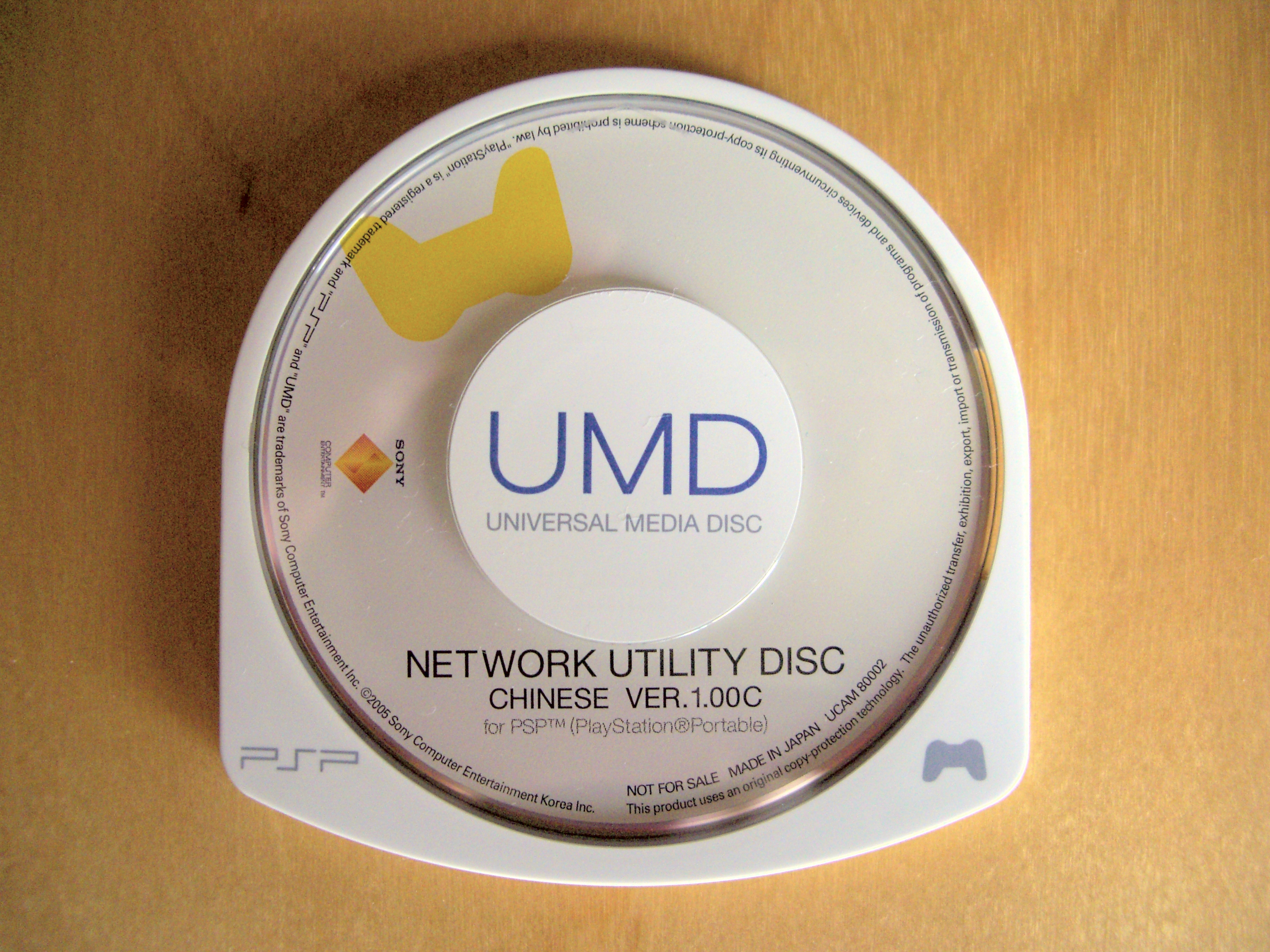
Disco Universal Media Disc (UMD) en planta.

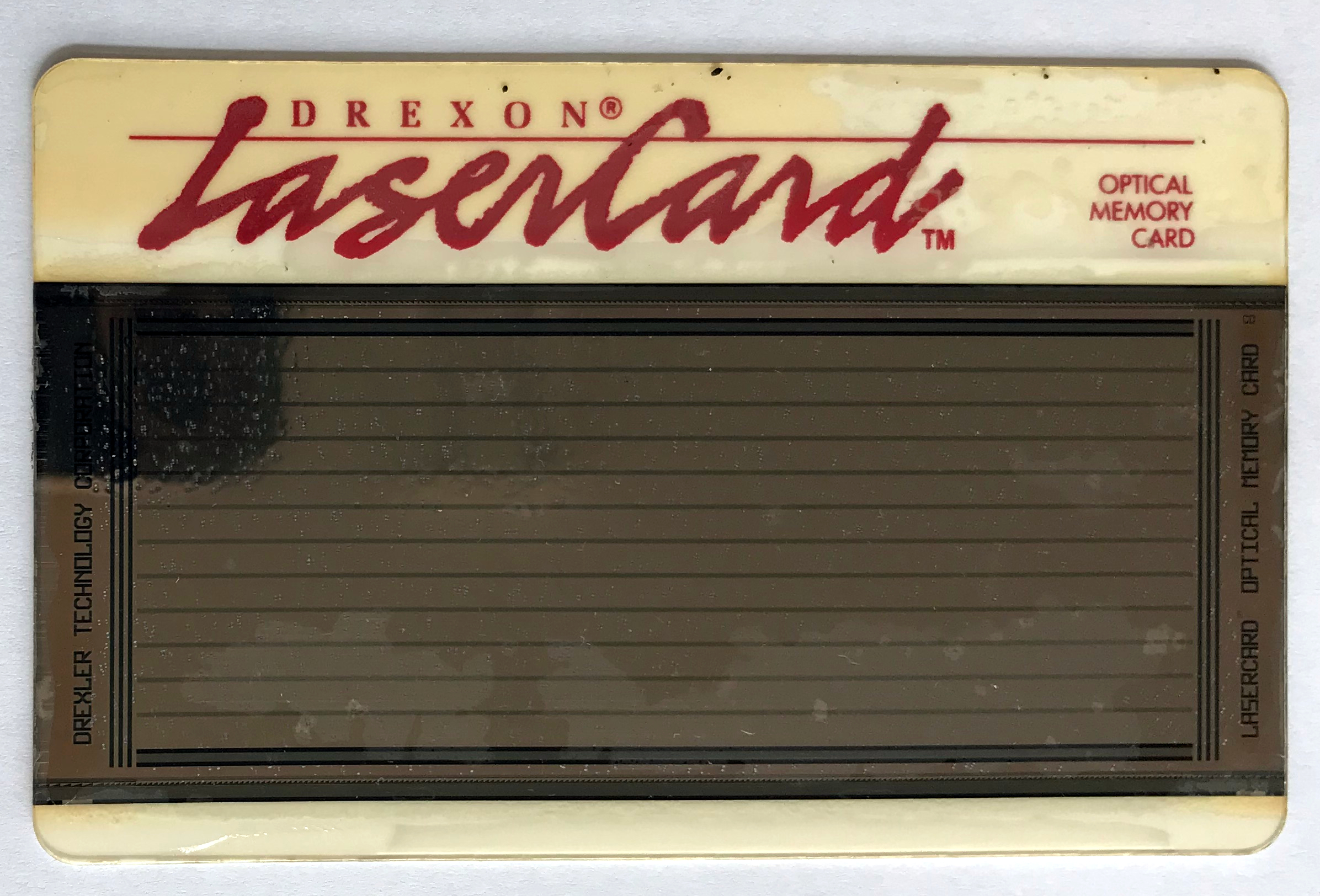
LaserCard fabricada por Drexler Technology Corporation.

En el campo de la informática, y la reproducción de sonido y de video, un disco óptico es un disco circular en el cual la información se codifica, se guarda y se almacena, haciendo unos surcos (pits) microscópicos con un láser sobre una de las superficies planas que lo componen, que suele ser de aluminio. El material de codificación se sitúa por encima de un sustrato de mayor grosor, generalmente de policarbonato, que constituye la mayor parte del disco. El patrón de codificación sigue un recorrido en espiral continuo que cubre la superficie del disco entera, extendiéndose desde la pista más interna hasta la más externa. El acceso a los datos, lectura, se realiza cuando esta superficie es iluminada con un haz de láser generado por un diodo láser dentro de la unidad de disco óptico la cual hace girar el disco a velocidades alrededor de 200 RPM a 4000 RPM o más, dependiendo del tipo de unidad, el formato de disco, y la distancia desde el cabezal de lectura hasta el centro del disco, las pistas internas son leídas a una velocidad mayor. Los surcos en la superficie modifican el comportamiento del haz de láser reflejado y nos dan la información que contiene el disco. De ahí que la mayoría de los discos ópticos tengan su característica apariencia iridiscente creada por las hendiduras en la capa reflectiva.
El reverso de un disco óptico generalmente tiene impresa una etiqueta impresa o estampada en el disco mismo mediante serigrafía u ófset. Este lado, sin codificar, del disco es típicamente cubierto con un material transparente, en general laca. A diferencia de otros soportes como la memoria USB, la mayoría de los discos ópticos no tienen integrada una carcasa protectora y por lo tanto son susceptibles a los problemas de transferencia de datos debido a rayaduras, grietas, huellas, y otros problemas del entorno. Aunque las huellas, el polvo y la suciedad en muchos casos pueden ser removidas con un paño húmedo con detergente suave y los sistemas de corrección de errores de los reproductores modernos permiten leer hasta cierto punto a través de los defectos.
Los discos ópticos en general tienen un diámetro de entre 7,6 y 30 centímetros, siendo 12 cm el tamaño más común. Un disco típico tiene un grosor de 1,2 milímetros, mientras que el largo de pista, la distancia desde el centro de una pista hasta el centro de la siguiente, es en general de 1.6 µm (micrones).
Un disco óptico está diseñado para soportar uno de tres tipos de grabación: solo lectura (vienen pregrabados de fábrica y no se pueden borrar ni grabar de nuevo; por ejemplo CD y CD-ROM), grabable (posibilidad de escribir en el disco una sola vez; por ejemplo CD-R), o regrabable (reescribible y borrable, por ejemplo CD-RW). Los discos grabables usualmente poseen una capa de grabación de tinte orgánico entre el sustrato y la capa reflexiva. Por otra parte, los discos regrabables contienen una capa de grabación de aleación compuesta de un material en cambio de estado, la mayoría de las veces AgInSbTe, una aleación de plata, indio, antimonio y telurio.
Según el formato, los discos ópticos pueden ser usados para almacenar música (por ejemplo, para usar en un reproductor de CD), video (por ejemplo, para usar en un reproductor de DVD), o datos y programas para computadora. La Optical Storage Technology Association, OSTA, promueve formatos de almacenamiento ópticos estandarizados. Aunque los discos ópticos son más duraderos que los formatos de almacenamiento audiovisuales anteriores, son susceptibles a daños provocados por el entorno y el uso diario. Las bibliotecas promueven procedimientos de preservación de medios ópticos para asegurar una usabilidad continua en la unidad de disco óptico de la computadora o el correspondiente reproductor de discos.
Para copias de seguridad de datos de computadora y transferencia de datos física, los discos ópticos como el CD y el DVD están siendo reemplazados gradualmente por dispositivos de estado sólido más rápidos, pequeños y fiables, especialmente la memoria USB así como el ascenso del almacenamiento en la nube. Se espera que esta tendencia continúe a medida que las memorias USB sigan creciendo en capacidad y disminuyendo sus precios. De manera similar, los reproductores de CD personales portables han sido reemplazados por reproductores MP3 de estado sólido portables, y la música y video comprados o compartidos por Internet, o por otros medios, ha disminuido de manera importante el número de discos CD y DVD vendidos sin llegar a un reemplazo total.
El formato disco óptico cuenta con el respaldo de la ECMA, la organización que desde 1984 es responsable de avanzar en el desarrollo de los discos ópticos, al que pertenecen todos ellos: CD-ROM, DVD, UMD, Minidisc, Blu-Ray...

### Uso
Los discos ópticos usualmente son distribuidos y almacenados en estuches plásticos "Jewel case", estuches y sobres alargados para los títulos en DVD y Blu-ray y sobres plásticos o de papel. Normalmente son usados para almacenar y distribuir información en formato digital como música (para ser reproducida en un reproductor de discos compactos), video (para ser reproducido en un reproductor de DVD) y distribución de datos debido al bajo costo y la seguridad de emplear medios de solo lectura.
Las bibliotecas y otros centros de archivo llevan a cabo normas para preservar los medios ópticos dentro de sus archivos. Las operaciones de archivos comunes en otros medios de almacenamiento como la memoria flash y los discos duros pueden ser emuladas con el sistema de archivos Universal Disk Format.
Los discos ópticos enfrentan la competencia de la memoria flash cuyo uso extendido en medios como las memorias USB y los discos duros externos ha suplantado en parte el uso de discos ópticos para copias de seguridad y transferencias de datos. Por otra parte la computación en la nube, especialmente la transmisión por secuencias y el almacenamiento en la nube también han suplantando parte de su uso para la distribución de audio y video. Sin embargo, su uso persiste hoy en día.

## Historia

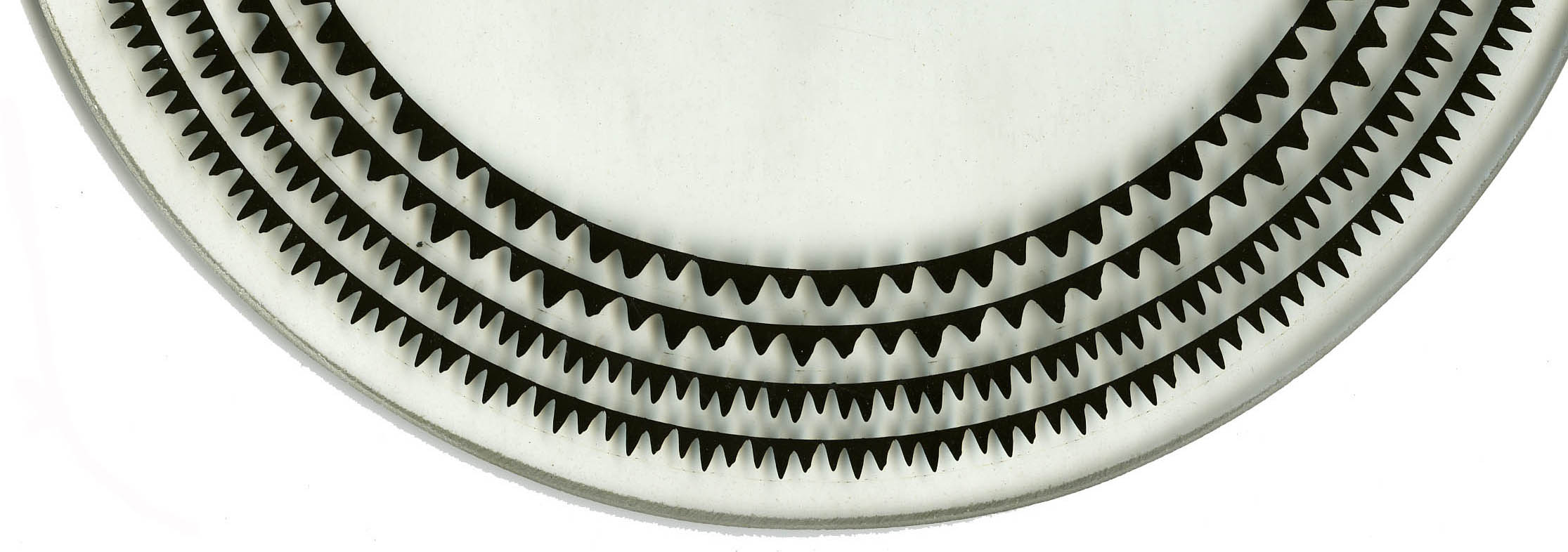
Un antiguo disco óptico analógico grabado en 1935 para un Lichttonorgel (órgano de muestreo).

El disco óptico fue inventado en 1958. En 1961 y 1969, David Paul Gregg registró una patente por el disco óptico analógico para grabación de video, patente de EE. UU. 3.430.966. Es de interés especial que la patente de EE. UU. 4.893.297, registrada en 1968, emitida en 1990, generó ingresos de regalías para el DVD de Pioneer Corporation hasta 2007, abarcando los sistemas CD, DVD, y Blu-ray. A comienzos de los años 1960, la Music Corporation of America (MCA) compró las patentes de Gregg y su empresa, Gauss Electrophysics.

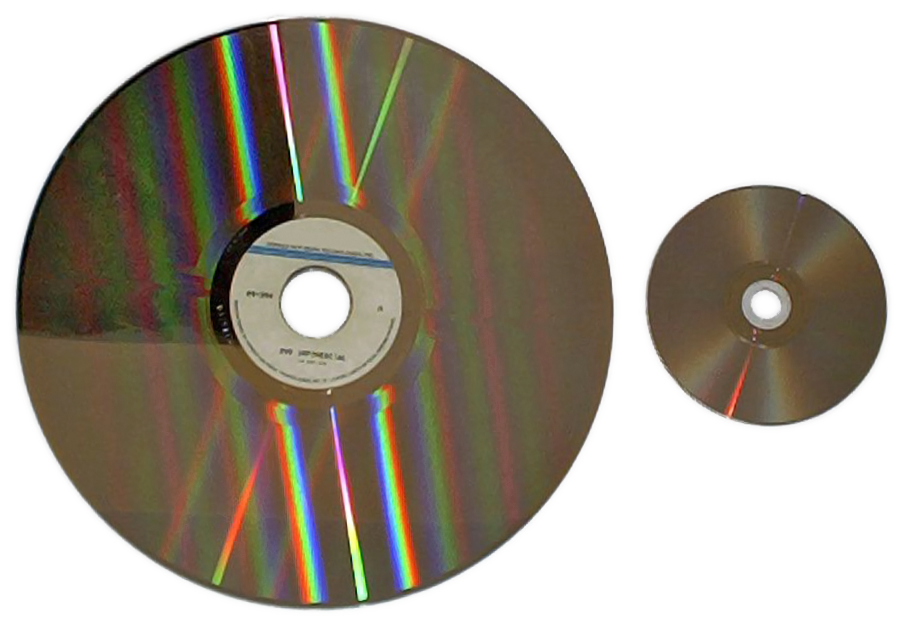
Un disco Laserdisc (izquierda) comparado con un DVD actual.

Luego en 1969, en los Países Bajos, físicos de Philips Research comenzaron sus primeros experimentos en un disco óptico de video en Eindhoven. En 1975, Philips y MCA unieron esfuerzos, y en 1978, comercialmente mucho después, presentaron su largamente esperado Laserdisc en Atlanta. MCA comerciaba los discos y Philips los reproductores. Sin embargo, la presentación fue fracaso técnico y comercial y la cooperación entre Philips y MCA se disolvió.
En Japón y Hong Kong, Pioneer triunfó con el disco de video hasta la llegada del DVD. En 1979, Philips y Sony, en consorcio, comenzaron a desarrollar un nuevo disco óptico de almacenamiento de audio con tecnología digital y en 1983 terminaron con éxito el disco compacto. Paralelamente, la compañía Pioneer tuvo éxitos en el campo de los discos de video hasta el desarrollo del actual DVD.
A mitad de los años 1990, un consorcio de fabricantes desarrollaron la segunda generación de discos ópticos, el DVD, el cual al usar un rayo láser rojo en lugar de infrarrojo empleado en los discos compactos, permite leer y escribir pits más pequeños y de esta forma guardar siete veces más que el CD permitiendo almacenar video de alta calidad. Consiguió el éxito que no logró el Laserdisc en el campo de video logrando persistir hasta hoy.
La tercera generación de discos ópticos fue desarrollada entre 2000 y 2006, y las primeras películas en discos Blu-ray fueron lanzadas en junio de 2006. Lo que tiene en común esta generación es el empleo del láser azul-violeta, con una longitud de onda aún menor al láser rojo del DVD, permitiendo manejar pits aún más pequeños y aumentar todavía más la capacidad para manejar el video de Alta Definición. Blu-ray eventualmente prevaleció en una guerra de formatos de discos ópticos de alta definición sobre un formato de la competencia, el HD DVD. Un disco estándar Blu-ray puede almacenar aproximadamente 25 GB de datos, un DVD aproximadamente 4.7 GB, y un CD alrededor de 700 MB. En la década de los 2010 se lanzaron los formatos Blu-Ray de varias capas para distribuir video 4K para el formato Blu-ray Ultra HD.

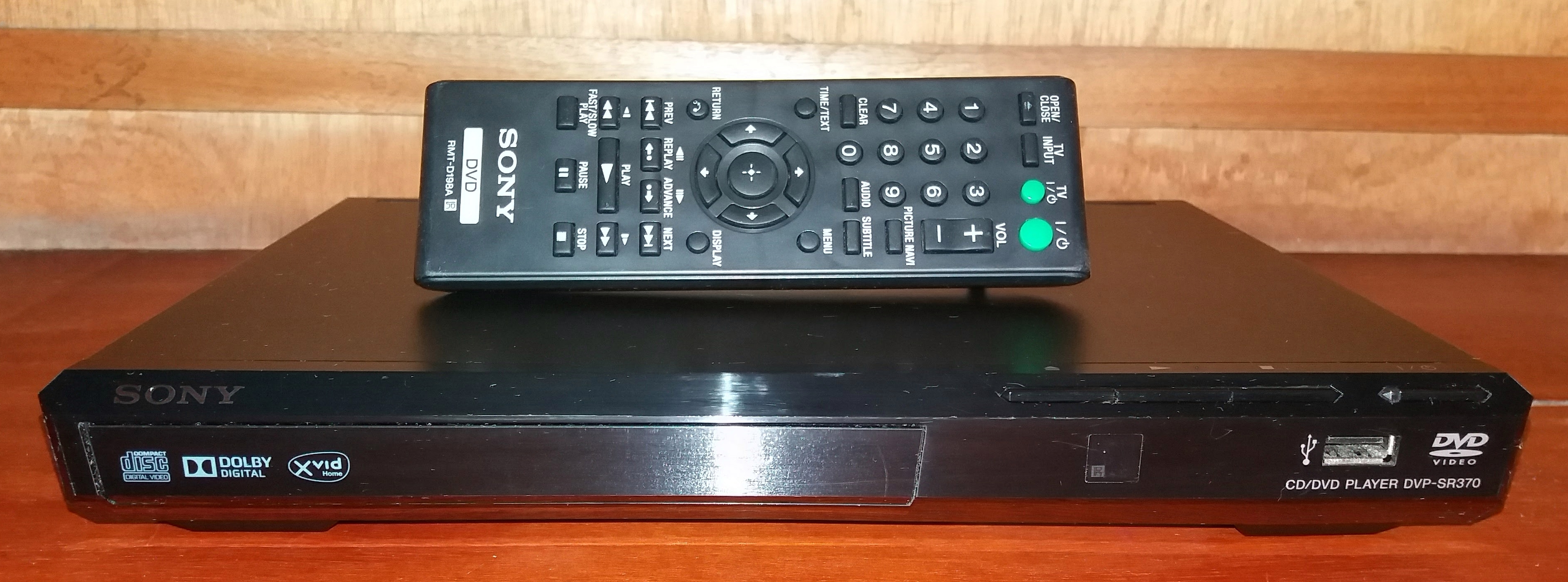
Un reproductor DVD moderno.

Actualmente el futuro de los soportes ópticos es incierto, debido a que la memoria flash ha suplantado varios de sus usos como soportes de datos. Además el almacenamiento en la nube y los servicios de transmisión por secuencias suponen otros factores en el descenso de ventas de los soportes ópticos. Sin embargo los soportes ópticos siguen siendo relevantes por las ventajas de una mayor accesibilidad, la independencia de una conexión de internet y un menor costo, además de que al tratarse de formatos físicos se garantiza la permanencia de sus contenidos. Existen tiendas que aún venden contenidos en medios ópticos y medios en blanco de forma presencial y en línea. La gran mayoría de los lectores y unidades de DVD y Blu-Ray actuales aún pueden manejar los discos compactos así como varias consolas de videojuegos. Otra razón de su permanencia es el creciente escepticismo respecto a los servicios de almacenamiento en la nube y transmisión por secuencias debido a las controversias y la crisis que los afectan.
Cronológicamente, se puede dividir la historia de los discos ópticos en tres generaciones.
Nota: Varios factores afectan la densidad de almacenamiento de datos son, por ejemplo: un disco infrarrojo de múltiples capas almacenaría más datos que un disco de capa simple; si es CAV, CLV o CAV por zonas; cómo son codificados los datos; y cuánto margen vacío posee en el centro y en los bordes.

### Primera generación
Originariamente, los dispositivos ópticos se utilizaban para almacenar música y software de computadora. El formato Laserdisc almacenaba señales de video analógicas, pero, comercialmente perdió ante el formato de casete VHS, debido principalmente a su alto costo e imposibilidad de grabación; el resto de los formatos de disco de la primera generación están diseñados únicamente para almacenar datos digitales. El formato más exitoso de esta generación es el disco compacto que persiste hasta hoy.
- Disco compacto (CD)
- Laserdisc
- Disco magneto-óptico
- Minidisc

### Segunda generación
Los discos ópticos de segunda generación están pensados para almacenar grandes cantidades de datos, incluyendo video digital de calidad de transmisión (broadcast quality). Tales discos son habitualmente leídos con un láser de luz visible (usualmente rojo); una longitud de onda más corta y una mayor apertura numérica permiten un haz de luz más estrecho, permitiendo pits y llano más pequeños en el disco. En el formato DVD, esto permite 4.7 GB de almacenamiento en disco estándar de 12cm de capa simple y una cara; de manera alternativa, medios más pequeños, tales como los formatos Hi-MD y DataPlay, pueden tener una capacidad comparable a la de un mayor disco compacto estándar de 12cm. El mayor éxito de esta generación es el DVD que persiste hasta hoy.
- Hi-MD
- DVD (Digital Versatile Disc) y derivados
  - DVD-Audio
  - DualDisc
  - Digital Video Express
- EVD (Enhanced Versatile Disc)
- GD-ROM
- DataPlay
- Disco Fluorescente Multietiqueta
- PD (Phase-change Dual)
- Universal Media Disc (UMD)
- Ultra Density Optical

### Tercera generación
Los discos ópticos de tercera generación fueron lanzados a inicios de la década de los 2000. Son usados para distribuir video de alta definición y videojuegos. Estos soportan mayores capacidades de almacenamiento de datos, logrado mediante el uso de láseres de longitud de onda corta azul-violeta y mayores aperturas numéricas. El disco Blu-ray usa láseres azul-violetas de gran apertura, para usar con discos con pits y lands más pequeños, y por lo tanto una mayor capacidad de almacenamiento por capa. En la práctica, la capacidad de presentación multimedia efectiva es mejorada con códecs de compresión de datos de video mejorados como H.264, VC-1 y HEVC. El formato más exitoso es el Blu-ray que persiste hasta hoy.
- Actualmente en comercio:

1. Blu-ray

- Descontinuados

1. VMD o HD-VMD (Versatile Multilayer Disc "Disco versátil Multicapa")
2. CBHD (China Blue High Definition)
3. HD DVD (High Density Digital Versatile Disc)
4. FVD (Forward Versatile Disc)
5. DMD (Digital Multilayer Disc "Disco Multicapa Digital") o FMD (Fluorescent Multilayer Disc)

### Proyectos cancelados
Los siguientes formatos se cancelaron y se destruyeron sus prototipos:
1. Holographic Versatile Disc (HVD)
2. Protein-coated disc (PCD)
3. Archival Disc (AD)
4. LS-R

### Visión general de los tipos de discos ópticos
| Nombre                                               | Capacidad                                                                                  | Experimental         | Años      |
| ---------------------------------------------------- | ------------------------------------------------------------------------------------------ | -------------------- | --------- |
| LaserDisc (LD)                                       | 0,3 GB                                                                                     |                      | 1971-2009 |
| Write Once Read Many Disk (WORM)                     | 0,2-6 GB                                                                                   |                      | 1979-1984 |
| Compact Disc (CD)                                    | 0,7-0,9 GB                                                                                 |                      | 1981-hoy  |
| Electron Trapping Optical Memory (ETOM)              | 6-12 GB                                                                                    |                      | 1987-1996 |
| MiniDisc (MD)                                        | 0,14 GB                                                                                    |                      | 1989-2013 |
| Magneto Optical Disc (MOD)                           | 0,1-16,7 GB                                                                                |                      | 1990-hoy  |
| Digital Versatile Disc (DVD)                         | 4,7-17 GB                                                                                  |                      | 1995-hoy  |
| LIMDOW (Laser Intensity Modulation Direct OverWrite) | 2,6 GB                                                                                     | 10 GB                | 1996-hoy  |
| GD-ROM                                               | 1,2 GB                                                                                     |                      | 1997-2001 |
| Fluorescent Multilayer Disc                          |                                                                                            | 50-140 GB            | 1998-2003 |
| Versatile Multilayer Disc (VMD)                      | 5-20 GB                                                                                    | 100 GB               | 1999-2010 |
| Hyper CD-ROM                                         | 1 PB                                                                                       | 100 EB               | 1999?-?   |
| Ultra Density Optical (UDO)                          | 30-60 GB                                                                                   |                      | 2000-hoy  |
| FVD (FVD)                                            | 5,4-15 GB                                                                                  |                      | 2001-?    |
| Enhanced Versatile Disc (EVD)                        | DVD                                                                                        |                      | 2002-2004 |
| HD DVD                                               | 15-51 GB                                                                                   | 1 TB[cita requerida] | 2002-2008 |
| Blu-ray Disc (BD)                                    | 25 GB 50 GB 100 GB (BDXL) 128 GB (BDXL)                                                    | 1 TB                 | 2002-hoy  |
| Professional Disc for Data (PDD)                     | 23 GB                                                                                      |                      | 2003-2006 |
| Professional Disc                                    | 23-128 GB                                                                                  |                      | 2003-hoy  |
| Digital Multilayer Disk                              |                                                                                            | 22-32 GB             | 2004-2007 |
| Multiplexed Optical Data Storage (MODS-Disc)         |                                                                                            | 250 GB-1 TB          | 2004-hoy  |
| Universal Media Disc (UMD)                           | 0,9-1,8 GB                                                                                 |                      | 2004-2014 |
| Holographic Versatile Disc (HVD)                     |                                                                                            | 6 TB                 | 2004-?    |
| Protein-coated Disc (PCD)                            |                                                                                            | 50 TB                | 2005-?    |
| M-DISC                                               | 4,7 GB (formato DVD) 25 GB (formato Blu-ray) 50 GB (formato Blu-ray) 100 GB (formato BDXL) |                      | 2009-hoy  |
| Archival Disc                                        | 0,3-1 TB                                                                                   |                      | 2014-?    |
| Ultra HD Blu-ray                                     | 50 GB 66 GB 100 GB                                                                         |                      | 2015-hoy  |

Notas1. 
2. 

## Especificaciones
| Generación | Base     | Max      | Max |
| Generación | (Mbit/s) | (Mbit/s) | ×   |
| ---------- | -------- | -------- | --- |
| 1st (CD)   | 1,17     | 65,62    | 52× |
| 2nd (DVD)  | 10,55    | 210,94   | 16× |
| 3rd (BD)   | 36       | 432      | 12× |

| Designación   | Designación | Caras | Capas (total) | Diámetro | Capacidad | Capacidad |
| Designación   | Designación | Caras | Capas (total) | (cm)     | (GB)      | (GiB)     |
| ------------- | ----------- | ----- | ------------- | -------- | --------- | --------- |
| DVD-1         | SS SL       | 1     | 1             | 8        | 1,46      | 1,36      |
| DVD-2         | SS DL       | 1     | 2             | 8        | 2,66      | 2,47      |
| DVD-3         | DS SL       | 2     | 2             | 8        | 2,92      | 2,72      |
| DVD-4         | DS DL       | 2     | 4             | 8        | 5,32      | 4,95      |
| DVD-5         | SS SL       | 1     | 1             | 12       | 4,70      | 4,37      |
| DVD-9         | SS DL       | 1     | 2             | 12       | 8,54      | 7,95      |
| DVD-10        | DS SL       | 2     | 2             | 12       | 9,40      | 8,74      |
| DVD-14        | DS DL/SL    | 2     | 3             | 12       | 13,24     | 12,32     |
| DVD-18        | DS DL       | 2     | 4             | 12       | 17,08     | 15,90     |
| DVD-R 1.0     | SS SL       | 1     | 1             | 12       | 3,95      | 3,68      |
| DVD-R 2.0     | SS SL       | 1     | 1             | 12       | 4,70      | 4,37      |
| DVD-R 2.0     | DS SL       | 2     | 2             | 12       | 9,40      | 8,75      |
| DVD-RW 2.0    | SS SL       | 1     | 1             | 12       | 4,70      | 4,37      |
| DVD-RW 2.0    | DS SL       | 2     | 2             | 12       | 9.40      | 8.75      |
| DVD+R 2.0     | SS SL       | 1     | 1             | 12       | 4,70      | 4,37      |
| DVD+R 2.0     | DS SL       | 2     | 2             | 12       | 9,40      | 8,75      |
| DVD+RW 2.0    | SS SL       | 1     | 1             | 12       | 4,70      | 4,37      |
| DVD+RW 2.0    | DS SL       | 2     | 2             | 12       | 9,40      | 8,75      |
| DVD-RAM 1.0   | SS SL       | 1     | 1             | 12       | 2,58      | 2,40      |
| DVD-RAM 1.0   | DS SL       | 2     | 2             | 12       | 5,16      | 4,80      |
| DVD-RAM 2.0   | SS SL       | 1     | 1             | 12       | 4,70      | 4,37      |
| DVD-RAM 2.0   | DS SL       | 2     | 2             | 12       | 9,40      | 8,75      |
| DVD-RAM 2.0   | SS SL       | 1     | 1             | 8        | 1,46      | 1,36      |
| DVD-RAM 2.0   | DS SL       | 2     | 2             | 8        | 2,65      | 2,47      |
| CD-ROM 74 min | SS SL       | 1     | 1             | 12       | 0,682     | 0,635     |
| CD-ROM 80 min | SS SL       | 1     | 1             | 12       | 0,737     | 0,687     |
| CD-ROM        | SS SL       | 1     | 1             | 8        | 0,194     | 0,180     |
| DDCD-ROM      | SS SL       | 1     | 1             | 12       | 1,364     | 1,270     |
| DDCD-ROM      | SS SL       | 1     | 1             | 8        | 0,387     | 0,360     |
| HD DVD        | SS SL       | 1     | 1             | 8        | 4,70      |           |
| HD DVD        | SS DL       | 1     | 2             | 8        | 9,40      |           |
| HD DVD        | DS SL       | 2     | 2             | 8        | 9,40      |           |
| HD DVD        | DS DL       | 2     | 4             | 8        | 18,80     |           |
| HD DVD        | SS SL       | 1     | 1             | 12       | 15,00     |           |
| HD DVD        | SS DL       | 1     | 2             | 12       | 30,00     |           |
| HD DVD        | DS SL       | 2     | 2             | 12       | 30,00     |           |
| HD DVD        | DS DL       | 2     | 4             | 12       | 60,00     |           |
| HD DVD-RAM    | SS SL       | 1     | 1             | 12       | 20,00     |           |

## Tecnologías de grabación de discos ópticos
|           | Empresa              | Año  | Códec | Resolución       | Frecuencia de muestreo          | Respuesta en frecuencia | Rango dinámico | Bit rate   | NºMáximo de pistas | Capacidad         | Tiempo Máximo de Grabación                   |
| --------- | -------------------- | ---- | ----- | ---------------- | ------------------------------- | ----------------------- | -------------- | ---------- | ------------------ | ----------------- | -------------------------------------------- |
| CD Audio  | Sony y Philips       | 1982 | PCM   | 16 bits          | 44,1 kHz                        | 20Hz a 20 kHz           | 98 dB          | 1,4 Mbit/s | 2                  | 650, 700 y 800 MB | 74, 80 y 90 minutos                          |
| Minidisc  | Sony                 | 1991 | ATRAC | 16 bits          | 44,1 kHz                        | 20Hz a 20 kHz           | 103 dB         | 292 kbit/s | 2                  | 1 GB              | 45 minutos                                   |
| DVD-Audio | Pioneer y Matsushita | 1997 | MLP   | 16, 20 o 24 bits | 44,1/48/88,2/96/176,4 y 192 kHz | 20Hz a 80 kHz           | 120 dB         | 9,6 Mbit/s | 6                  | 4,7 GB            | 622 minutos (10 horas y 22 minutos)          |
| SACD      | Philips y Sony       | 1999 | DSD   | 1 bit            | 2,8 MHz                         | 20Hz a 100 kHz          | 120 dB         | 2,8 Mbit/s | 6                  | 4,7 GB            | 74'(1 capa), 148' (2 capas) y 222' (3 capas) |